# Teatro Vital Aza (Pravia)
El teatro-cine Vital Aza fue un antiguo cine de Pravia, en la comunidad autónoma española del Principado de Asturias. En 2007 cerró sus puertas y desde entonces permanece abandonado.

## Historia
El cine fue construido en 1929. Debe su nombre a Vital Aza, intelectual natural del concejo asturiano de Lena quien entre cuyas obras figura el título "La Praviana". El arquitecto a quien se le encargó el proyecto fue Francisco Casariego. Los primeros propietarios fueron Telesforo Palacios y Adolfo Menéndez.  Fue el primer edificio para cinematógrafo fijo con el que contó la villa. Durante mucho también fue conocido con el nombre de cine Sagrario. En 2007 cerró sus puertas y permanece intacto, en estado de abandono.

## Arquitectura
Constituye un interesante ejemplo de arquitectura regionalista, y ha llegado hasta nuestros días prácticamente sin alteraciones. Destaca especialmente la decoración de su fachada principal, el juego de volúmenes y sus múltiples vanos. 
El interior conserva la carpintería original. Cuenta con patio de butacas y un palco general. El cine contaba con hall, sala de espera con butacas, cabina de reproducción, aseos y un bello arco proscenio decorado. El interior cuenta con ciertos detalles art-decó, muy del gusto de la época especialmente en edificios para cinematógrafo.